# Triumph International
Triumph International ist ein international tätiger Hersteller von Unterwäsche, der 1886 in Heubach gegründet wurde. Der Hauptsitz des Konzerns befindet sich seit 1977 in Bad Zurzach, außerdem gibt es Niederlassungen in 45 Ländern. Neben der Marke Triumph produziert und vertreibt der Konzern Produkte auch unter den Marken sloggi und AMO’s Style by Triumph. Triumph International gehört seit den 1960er Jahren zu den Branchenführern insbesondere für Damen- und Nachtwäsche. Die Aktien der deutschen Tochtergesellschaft wurden bis 2011 an der Börse gehandelt.

## Geschichte

Triumph-Logo wurde bis 2022 verwendet

Triumph-Logo wurde bis 2013 verwendet, obwohl es immer noch in einigen Ländern verwendet wurde

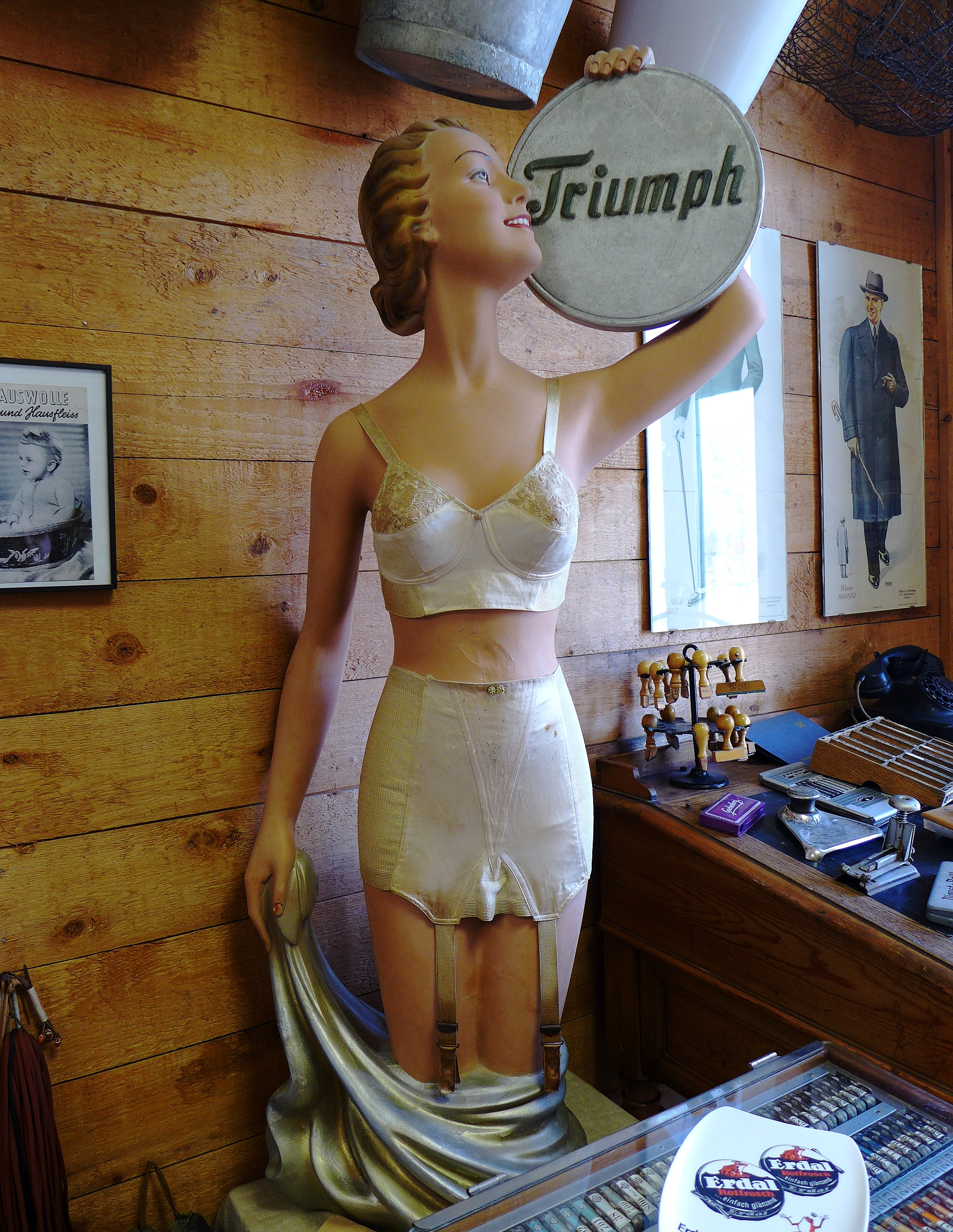
Triumph-Wäsche aus den 1950ern

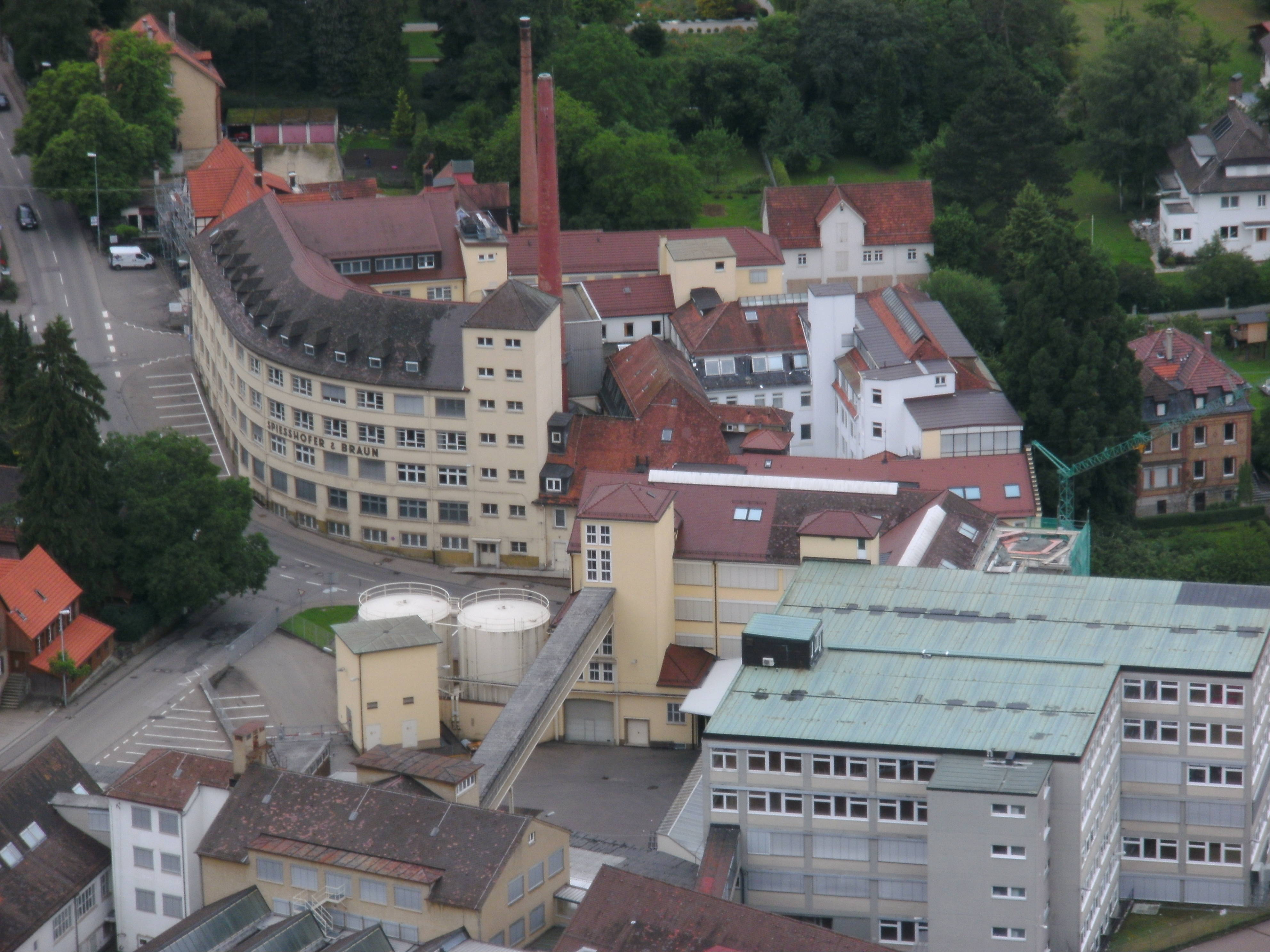
Firmengebäude in Heubach (2011)

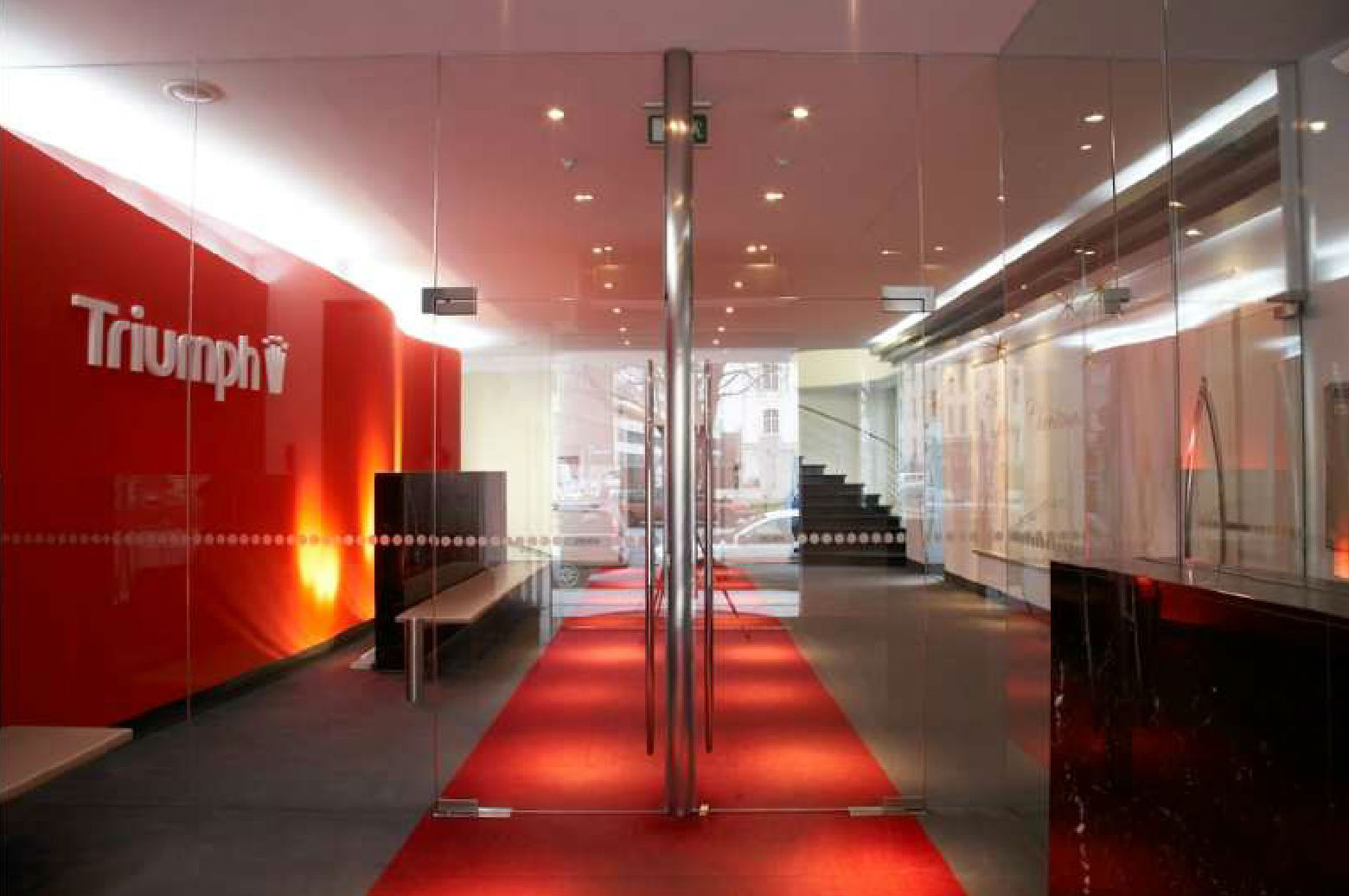
Niederlassung in München (2014)

1886 gründeten Michael Braun und Johann Gottfried Spießhofer in Heubach (Baden-Württemberg) eine Manufaktur zur Herstellung von Korsetten unter der Firma „Wirtschaftlicher Verein Spiesshofer & Braun, Familienverein reg.“. Sie beschäftigte zunächst sechs Mitarbeiter an ebenso vielen Nähmaschinen. Die Zahl stieg bis 1890 auf 150 Personen, bereits 1894 wurden erstmals Erzeugnisse ins Ausland exportiert. Erst im Jahr 1902 registrierten Spießhofer und Braun die Marke Triumph, die an den Pariser Arc de Triomphe erinnern sollte und später durch den Zusatz International ergänzt wurde. Nach dem wirtschaftlichen Aufschwung sank in den 1920er Jahren die Nachfrage nach klassischen Korsetts, weshalb das Unternehmen parallel mit der Produktion von Büstenhaltern begann. In den 1930er Jahren begann Triumph International außerdem mit der Produktion von Korseletts.
1933 wurde in Bad Zurzach (Schweiz) die erste Niederlassung im Ausland eingerichtet. Mit der Deutschen Teilung ab 1949 wurde die Marke Triumph International in der Deutschen Demokratischen Republik weitergeführt, die geschäftlichen Aktivitäten dort kamen jedoch weitgehend zum Erliegen. Dennoch setzte sich die Internationalisierung des Unternehmens in der folgenden Zeit fort, ab den 1950er Jahren entstanden Niederlassungen beispielsweise in Belgien, Großbritannien, Schweden, Norwegen und Österreich. Außerdem expandierte Triumph International ab 1960 von der Zentrale in Hongkong aus in den asiatisch-pazifischen Raum, so wurde im Jahr 1963 zum Beispiel die erste Niederlassung in Japan eingerichtet. Damals stellten Beobachter bereits eine „listenreiche Verschachtelung“ von Konzerngesellschaften fest, im Rahmen derer Gesellschaften auch in den Steueroasen Liechtenstein und auf den Bermudas angemeldet waren. Ende der 1960er Jahre betrug der Anteil von Triumph International am gesamten Markt für Miederwaren in Deutschland ungefähr 50 Prozent.
Zu diesem Zeitpunkt erzielte der Konzern einen Umsatz von 620 Millionen Mark und beschäftigte 22.600 Mitarbeiter. Mitte der 1960er Jahre führte Triumph International auf breiter Front die elektronische Datenverarbeitung ein. Aufgrund der Wirtschaftskrise geriet das Unternehmen dann zu Beginn der 1970er Jahre erstmals in nennenswerte Schwierigkeiten, sodass das Unternehmen sogar Kurzarbeit anmelden musste. Von der Krise war auch das Geschäft mit Strumpfhosen betroffen, das erst 1969 aufgenommen und bereits drei Jahre später wieder eingestellt werden musste. Gleichzeitig begann Triumph International, erstmals Produkte aus leichteren Stoffen mit Fasern wie Nylon oder Lycra herzustellen. Ende der 1970er Jahre wurde mit sloggi außerdem auch eine neue Marke eingeführt, unter der seither Unterwäsche und andere Erzeugnisse mit hohem Baumwollanteil vermarktet werden. Das Unternehmen selbst verlegte im Jahr 1977 seinen Sitz von Deutschland in die Schweiz, die Holding des Konzerns ist seither in Bad Zurzach ansässig. Bis 1986 stieg der Umsatz auf 996 Millionen Schweizer Franken, die Zahl der Mitarbeiter sank leicht auf 19.000 Beschäftigte. Gleichzeitig wurde mit dem Verkauf in der Volksrepublik China begonnen, ferner wurden ab dem Jahr 1988 einzelne Triumph-Produkte auf Lizenzbasis in der DDR für den dortigen Markt hergestellt. Dies schloss neben Unterwäsche auch Badebekleidung ein.
Mit Übernahme der beiden französischen Hersteller HOM und Valisère ist Triumph International in den Markt für Männerwäsche beziehungsweise hochwertige Lingerie vorgestoßen. Gleichzeitig kündigte das Unternehmen 1995 an, sich in Zukunft verstärkt auf seine Dachmarke Triumph zu konzentrieren, unter der alle anderen Marken eingeordnet werden sollten. Im Zuge dessen wurde eine Werbekampagne mit Naomi Campbell und Helena Christensen durchgeführt. In den 1990er Jahren startete Triumph International erneut eine Phase der internationalen Expansion, seit 1998 ist es auf dem Subkontinent Indien präsent. 2001 wurde in Dunaújváros (Ungarn) die jüngste Produktionsstätte eröffnet, die mittlerweile verkauft worden ist. Im heimischen Markt zählte das Unternehmen Triumph nach der Jahrtausendwende zu den größten Textilherstellern gemessen am Umsatz.
Von 2008 bis 2012 richtete das Unternehmen die Triumph Inspiration Awards aus, im Rahmen derer Designer Lingerie-Modelle zu einem jährlich wechselnden Thema einreichen konnten. Die Bewertung fand sowohl durch eine Jury als auch durch Abstimmung von Besuchern der Website des Wettbewerbs statt. 2009 erreichte der Wettbewerb erstmals eine breitere Aufmerksamkeit, insbesondere durch die Veranstaltung in London. In den teilnehmenden Ländern wurde zunächst ein lokaler Wettbewerb durchgeführt, bevor eine internationale Ausscheidung stattfand. Seit 2012 sind alle Kollektionen von Triumph International nach dem Oeko-Tex-Standard für schadstoffgeprüfte Textilien zertifiziert, nachdem Prüfungen einzelner Produkte bereits 1993 nach Gründung der Initiative erfolgreich abgeschlossen wurden.
In den letzten Jahren expandierte das Unternehmen sowohl durch neue eigene Filialen als auch die Übernahme von Wettbewerbern. So akquirierte Triumph International im Jahr 2010 mit Beldona den führenden Schweizer Filialhändler für Wäsche, weitere Händler wurden später in Mexiko und den Vereinigten Staaten gekauft. Die Triumph International Aktiengesellschaft mit Sitz in München, in der das deutsche Geschäft des Konzerns gebündelt ist, wurde im Jahr 2011 durch den Ausschluss der Minderheitsaktionäre wieder vollständig von der Konzerngesellschaft übernommen; mittlerweile wurde sie in eine GmbH umgewandelt (Triumph International GmbH). Die Aktien des Unternehmens werden seitdem nicht mehr an der Frankfurter Wertpapierbörse gehandelt, das Unternehmen befindet sich vollständig im Besitz der Familien Braun und Spiesshofer.

## Marken
Die Marke Triumph bildet den Schwerpunkt des Unternehmens. Die Produkte sind in mehrere Kategorien für unterschiedliche Zielgruppen unterteilt, wobei Triumph International üblicherweise jeweils mehrere Kollektionen für Frühjahr und Sommer sowie Herbst und Winter präsentiert. Ab 2010 stieg besonders die Bedeutung der Shapewear für das Unternehmen, wobei der Verkauf dieser Produkte durch Triumph besondere Beachtung erhielt. Triumph wurde 2013 als eine der besten Produktmarken ausgezeichnet. 2015 erhielt der BH „Magic Wire“ den Red Dot Design Award. Auf der ISPO 2018 gewinnt der nahezu nahtlose „Seamless Motion Sport BH“ von Triaction by Triumph den ISPO Award in der Kategorie Health & Fitness. 2019 wählten Verbraucherinnen im Rahmen der von der deutschen Fachzeitschrift „Textilwirtschaft“ ausgerichteten „TW Verbraucherfokus Bodywear Women“ Triumph mit Abstand zur beliebtesten Herstellermarke.
Ende der 1970er Jahre lancierte Triumph International die Marke sloggi für Unterwäsche aus Baumwolle, zunächst nur für Kundinnen und später auch mit Produkten für Männer (sloggi men) sowie Bademoden (sloggi swim). Triumph International versucht seit den 1980er Jahren mit der Marke BeeDees junge Kundinnen bis zum Alter von 25 Jahren anzusprechen. Die Produkte zeichnen sich durch Accessoires und Stoffmuster aus. Neben sloggi und BeeDees werden seit Ende der 1990er Jahre unter triaction die Sport-BHs des Unternehmens vermarktet. Die Marke BeeDees wurde im Rahmen der Unternehmensstrategie, sich auf die beiden globalen Kernmarken Triumph und sloggi zu konzentrieren, 2017 an die Jansen Fashion Group (Wesseling) verkauft.
In den 1980er Jahren wurde der französische Hersteller gehobener Wäsche für Männer HOM gekauft, der seitdem ebenfalls als Marke innerhalb des Unternehmens weitergeführt wurde. Die Zentrale befand sich in Marseille. Anfang 2015 wurde HOM an die österreichische Huber Gruppe verkauft, da Triumph sein Portfolio bereinigen wollte. Bei Valisère handelte sich um die Bezeichnung für Produkte im gehobenen Segment, die seit 2007 auch in Deutschland erhältlich waren und vor allem für Dessous genutzt wurde.
Der Vertrieb von Triumph-Produkten erfolgt sowohl über Handelspartner und Warenhäuser als auch in eigenen Geschäften. Bis Ende 2017 hatte das Unternehmen ein Netz aus 3600 Läden selbst kontrollierten Verkaufsstellen in 120 Ländern aufgebaut, die selbständig, als Franchise oder mit sonstigen Partnern betrieben werden. Außerdem bedient Triumph 40.000 Handelskunden. Das Unternehmen gehört zu den größten deutschen Wäschehändlern in Deutschland gemessen an der Anzahl der Filialen. Die in Bezug auf die Verkaufsfläche größte Filiale wurde 2012 in der Dresdner Centrum-Galerie eröffnet, im März 2018 eröffnete der neueste Triumph Store am Hamburger Jungfernstieg, im Frühjahr 2019 an der Stuttgarter Königsstraße. Außerdem betreibt Triumph International mehrere Onlineshops. Dieses wurde mit Hilfe eines Fulfillment-Dienstleisters realisiert, der zu Arvato gehört.

## Kritik
2002 musste Triumph International seine Niederlassung in Myanmar aufgrund öffentlichen Drucks schließen. Die Erklärung von Bern und Kampagne für Saubere Kleidung warfen dem Unternehmen vor, ein Gelände vom Militärregime des Landes gemietet und es damit indirekt unterstützt zu haben. Im Januar 2002 gab Triumph International bekannt, die betroffene Fabrik zu schließen und einen Sozialplan für die verbleibenden Mitarbeiter anzubieten, da sich kein Käufer für das Objekt gefunden habe. Außerdem stellte Triumph International klar, dass sich unter den Beschäftigten keine Zwangsarbeiter befunden hätten.
Im Oktober 2003 rügte das Selbstkontrollorgan der französischen Werbewirtschaft Triumph International für eine Kampagne der Marke sloggi. Kern des Protests war die Abbildung spärlich bekleideter Frauen auf Plakaten, die unter dem Motto „It's string time!“ für Strings des Unternehmens warben. Die Anzeigen würden die Ehre von Frauen verletzen und schade der öffentlichen Wahrnehmung von Werbung, wenngleich das Unternehmen die Kampagne nicht einstellen wollte. Es wurde dafür auch von führenden Politikern wie Ségolène Royal kritisiert.
2008 geriet Triumph International in die Kritik, nachdem in Thailand eine Präsidentin der lokalen Gewerkschaft entlassen wurde. Sie war im Abendprogramm des thailändischen Fernsehens mit einem T-Shirt aufgetreten, auf dem ein kontroverses politisches Statement zu sehen war, das im Zusammenhang mit einem Fall von Majestätsbeleidigung stand, die in Thailand z. T. mit langen Haftstrafen geahndet wird. Das Management des Unternehmens war der Ansicht, dieser Auftritt habe dem öffentlichen Ansehen geschadet und die betroffene Mitarbeiterin deshalb freigestellt. Einer der thailändischen Betriebsräte des Unternehmens, die Triumph International Labour Union, legte Protest ein und sammelte 2500 Unterschriften für die erneute Einstellung der Gewerkschaftspräsidentin, in Deutschland solidarisierte sich unter anderem die ver.di Jugend. Im November 2008 erklärte das Arbeitsgericht in Bangkok die Kündigung für rechtens.
Zudem stand Triumph International Ende 2009 in größerem Ausmaß in der Kritik, nachdem Massenentlassungen in Thailand und Philippinen zu länderübergreifenden Protesten von Gewerkschaften geführt hatten. Das Unternehmen bedauerte diesen Schritt und stellte klar, dass dies aufgrund der globalen Wirtschaftskrise notwendig war. Vorwürfe, parallel zu den Entlassungen würden Stellen an einem anderen Standort in Thailand aufgebaut, wären grundlos.